# حلة ضغط

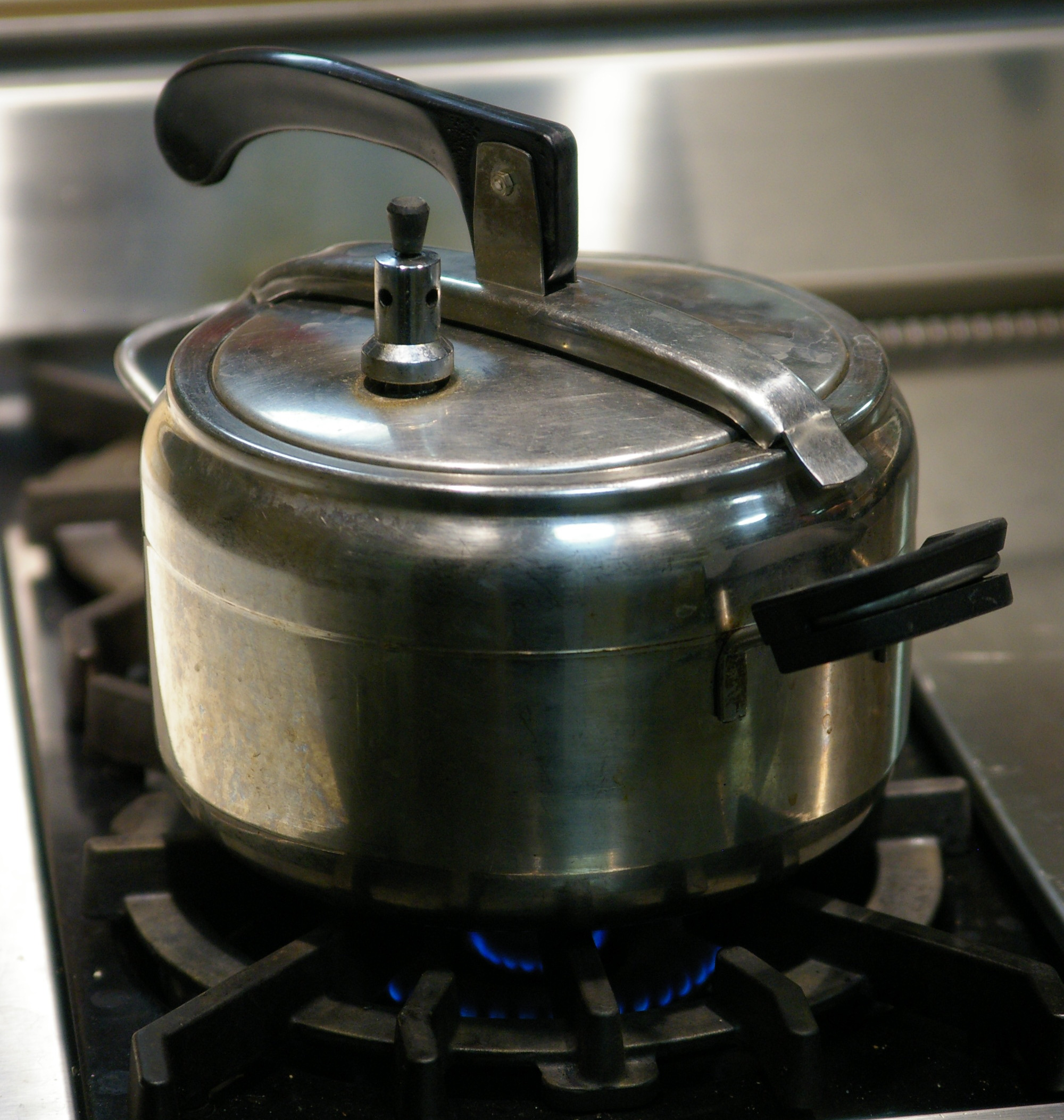
حلة ضغط

حلّة الضغط أو القدر الكاتمة هي وعاء غير مُنفِذ للهواء لطهي الطعام تحت ضغط، وهي لا تسمح بهروب السوائل الموضوعة داخله . ولأن نقطة الغليان للماء تزداد عندما تكون تحت ضغط، يسمح الضغط الواقع داخل الحلة للسوائل
الموجودة داخل الوعاء بارتفاع درجة حرارتها لتصل لدرجة حرارة أعلى قبل أن تغلي.